# Photinula
Photinula is een geslacht van weekdieren uit de klasse van de Gastropoda (slakken).

## Soorten
- Photinula coerulescens (King, 1832)
- Photinula crawshayi E. A. Smith, 1905
- Photinula lahillei Ihering, 1902
- Photinula roseolineata E. A. Smith, 1905
- Photinula virginalis Rochebrune & Mabille, 1885

### Taxon inquirendu
- Photinula solidula Cooper & Preston, 1910

### Synoniemen
- Photinula achilles Strebel, 1908 => Margarella achilles (Strebel, 1908)
- Photinula blakei (Clench & Aguayo, 1938) => Carolesia blakei (Clench & Aguayo, 1938)
- Photinula coruscans Hedley, 1916 => Cantharidus capillaceus (Philippi, 1849)
- Photinula couteaudi Mabille & Rochebrune, 1889 => Photinula coerulescens (King, 1832)
- Photinula expansa (G. B. Sowerby I, 1838) => Margarella expansa (G. B. Sowerby I, 1838)
- Photinula gamma Rochebrune & Mabille, 1885 => Photinastoma taeniatum (G. B. Sowerby I, 1825)
- Photinula impervia Strebel, 1908 => Lissotesta impervia (Strebel, 1908)
- Photinula paradoxa Rochebrune & Mabille, 1885 => Photinastoma taeniatum (G. B. Sowerby I, 1825)
- Photinula pruinosa Rochebrune & Mabille, 1885 => Margarella pruinosa (Rochebrune & Mabille, 1885)
- Photinula steineni Strebel, 1905 => Margarella steineni (Strebel, 1905)
- Photinula suteri E.A. Smith, 1894 => Cantharidus dilatatus (G. B. Sowerby II, 1870)
- Photinula taeniata (G.B. Sowerby I, 1825) => Photinastoma taeniatum (G. B. Sowerby I, 1825)
- Photinula viaginalis Rochebrune & Mabille, 1885 => Photinula virginalis Rochebrune & Mabille, 1885